# Sapho ciliata
Sapho ciliata là loài chuồn chuồn trong họ Calopterygidae. Loài này được Fabricius mô tả khoa học đầu tiên năm 1781.